# یواس‌اس دویل (ای‌پی‌ای-۱۶۰)
یواس‌اس دویل (ای‌پی‌ای-۱۶۰) (به انگلیسی: USS Deuel (APA-160)) یک کشتی بود که طول آن ۴۵۵ فوت (۱۳۹ متر) بود. این کشتی در سال ۱۹۴۴ ساخته شد.